# Boom Blox
Boom Blox è un videogioco puzzle per la console Wii e dispositivi mobili N-Gage 2.0. Sviluppato da EA Los Angeles in collaborazione con il regista Steven Spielberg. Il gioco è stato pubblicato il 6 maggio 2008, in Nord America e il 9 maggio 2008, in Europa. La versione per N-Gage del gioco è stata pubblicata il 3 dicembre 2008.
Questo gioco ha un seguito che si chiama: Boom Blox Bash Party.